# 諸宗寺院法度
諸宗寺院法度（しょしゅうじいんはっと）とは、寛文5年7月11日（1665年8月21日）に江戸幕府が仏教の諸宗派・寺院・僧侶の統制を目的として出された法令。将軍徳川家綱の朱印状の形式がとられた「定」9か条と、老中連署の下知状の形式とられた「条々」5か条から成る。

## 概要
江戸幕府は初期（慶長・元和期）から宗派や寺院を対象に後に「寺院諸法度」と総称される一連の法律群を制定するとともに、本寺・末寺関係の編成や寺請制度などを通して宗派及び寺院を統制してきた。その統制を一歩進める形で、日本全国の仏教の諸宗派・寺院・僧侶を網羅した法度を制定したのであった。
この法度はほぼ同時に出された神社・神職を対象として出された諸社禰宜神主法度(しょしゃねぎかんぬしはっと)とも関連性が強く、更に両法度とも前年に実施された寛文印知による寺領・社領の安堵と引換に出されたものであった。これによって幕藩体制下で望まれる寺院・僧侶のあるべき姿を提示するとともに、これが幕府の寺院・僧侶の統制政策の基本となっていくことになる。

## 内容

### 「定」
以下の9か条からなる。

#### 意味
1. 諸宗の法式を乱さない（混ぜない）こと。作法の悪い者がいれば必ず処罰せよ。
2. 一宗の法式を理解しない僧侶を住持にしないこと。また新規の法式や奇怪な説を唱える事を禁じる。
3. 本寺・末寺の秩序を乱さないこと。本寺は末寺に対して理不尽な振舞いをしないこと。
4. 寺請の選択は檀家の意思に基づき、僧侶が檀家を奪い合ってはならない。
5. 僧侶が徒党を組んだり、争いを起したり、副業をすることを禁じる。
6. 国法に反した者が寺に逃げ込んで来た場合は、届け出た上で、異議なく追い返すこと。
7. 寺院仏閣を修復する時は美麗に拘らないこと。また清掃は怠けることなく行わせること。
8. 寺領の売買・質入を一切禁じる。
9. たとえ（在家の）弟子の希望であっても、正当な理由なく出家を認めてはならないこと。もし認めるべき理由はないが出家したいという者が現れれば、所属する領主・代官に相談して判断を委ねること。

### 「条々」
以下の5か条からなる。

#### 意味
1. 僧侶の装束は分限に応じ、仏事儀式は、檀那が盛大にしてくれと望んでも、相応に軽微にすること。
2. 檀那が新たに寺院を創建した場合、檀那と本寺に相談の上で住持を決めること。
3. 住持の後任の契約に金銀を用いてはならない。
4. 在家に仏壇を構えて寺として利用してはならない。
5. 他人はもちろんのこと親類であっても、寺・僧房に女性を泊め置いてはならない。ただし、今まで通り妻帯を続けている者（宗派）は例外である。